# Campeonato Europeo de Ciclismo BMX de 2026
El XXXI Campeonato Europeo de Ciclismo BMX se celebrará en Sarrians (Francia) entre el 10 y el 12 de julio de 2026 bajo la organización de la Unión Europea de Ciclismo (UEC) y la Federación Francesa de Ciclismo.